# Gli angoli del mondo
Gli angoli del mondo è un album musicale di Goran Kuzminac uscito nel 1999.

## Tracce
1. Gli angoli del mondo – 3:29
2. Bye bye blues – 3:18
3. Swing – 4:39
4. Rapallo – 3:03
5. Sara come amo te – 2:01
6. Mio fratello aviatore – 4:08
7. Stasera no Josephine! – 3:18
8. Il mitico meccanico – 4:00
9. Replay – 3:32
10. Una notte ideale per contare le stelle – 3:42
11. Il viaggio – 3:20